# Distorsio globosa
Distorsio globosa is een slakkensoort uit de familie van de Personidae. De wetenschappelijke naam van de soort is voor het eerst geldig gepubliceerd in 2014 door Nolf.